# Spring Hill (Floryda)
Spring Hill – miejscowość spisowa (obszar niemunicypalny) w Stanach Zjednoczonych, w stanie Floryda, w hrabstwie Hernando.